# Laurent Charbonnier
Pour les articles homonymes, voir Charbonnier.
Laurent Charbonnier est un réalisateur, scénariste, directeur de la photographie, ingénieur du son, réalisateur d'images animalières, chef opérateur et producteur de cinéma français. Son troisième film, Les Animaux amoureux est nommé à la 33e cérémonie des Césars de 2008 catégorie meilleur film documentaire.

## Filmographie

### Comme réalisateur
- 1995 : Prédateurs
- 2001 : Veaux, vaches, cochons, couvées
- 2007 : Les Animaux amoureux
- 2016 : La Nature de Marie[1]
- 2019 : Chambord
- 2022 : Le Chêne en collaboration avec Michel Seydoux[2]

#### Documentaires pour la télévision
- 2012 : Naturels Palace
- 2001 : Tapage dans la basse cour

#### Séries télévisées
- 2009 : Tendresses animales (4 épisodes)

### Comme scénariste
- 2007 : Les Animaux amoureux
- 1995 : Prédateurs

### Comme directeur de la photographie
- 2015 : The Messenger
- 2011 : La Clé des champs
- 2009 : Loup
- 2007 : Les Animaux amoureux
- 2001 : Le Peuple migrateur
- 1995 : L'Enfant des neiges
- 1995 : Prédateurs

#### Séries télévisées
- 2012 : La France sauvage (1 épisode)
- 1996 : Nature (1 épisode #15.4)

### Comme réalisateur des images animalières
- 2013 : Belle et Sébastien

### Comme chef opérateur
- 2016 : Les Saisons[3]

#### Comme producteur
- 1995 : Prédateurs

## Distinctions
- Les Animaux amoureux :
  - Meilleur film documentaire aux Césars 2008 (nomination)
- Le Peuple migrateur :
  - Boston Societes of Film Critics Awards
  - Chicago Film Critics Association Awards
  - Clotrudis Awards
  - Online Film Critics Society Awards
  - Phoenix Film Critics Society Awards